# 欧迪办公
欧迪办公（英語：Office Depot, Inc.）是一家美国办公用品公司。

## 历史
1986年创建于佛罗里达州博卡拉顿。1988年在纳斯达克交易所上市。2015年2月4日，其竞争对手史泰博以股票加现金共计约63亿美元发起收购，2015年12月被联邦贸易委员会否决。

## 画廊

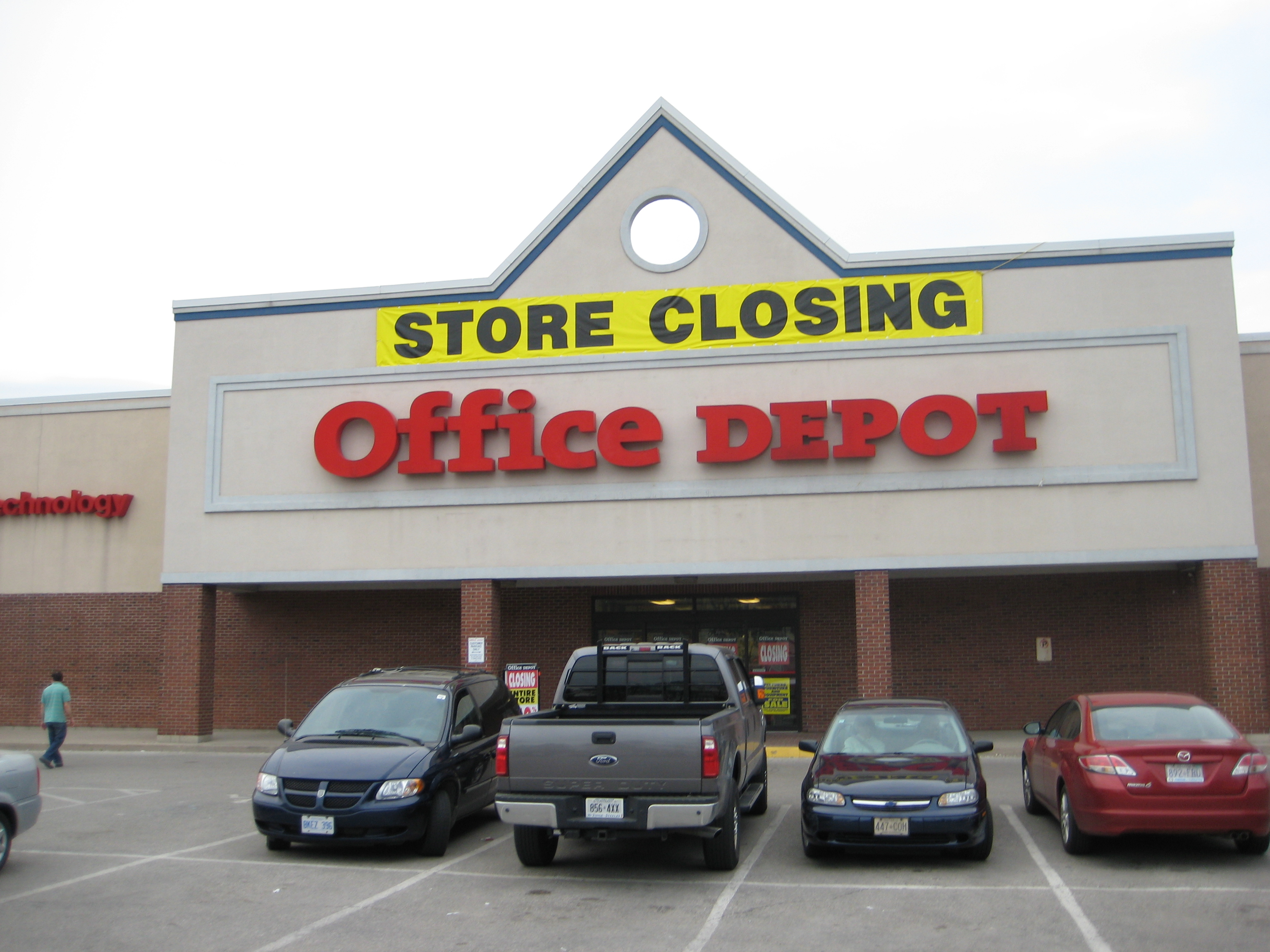
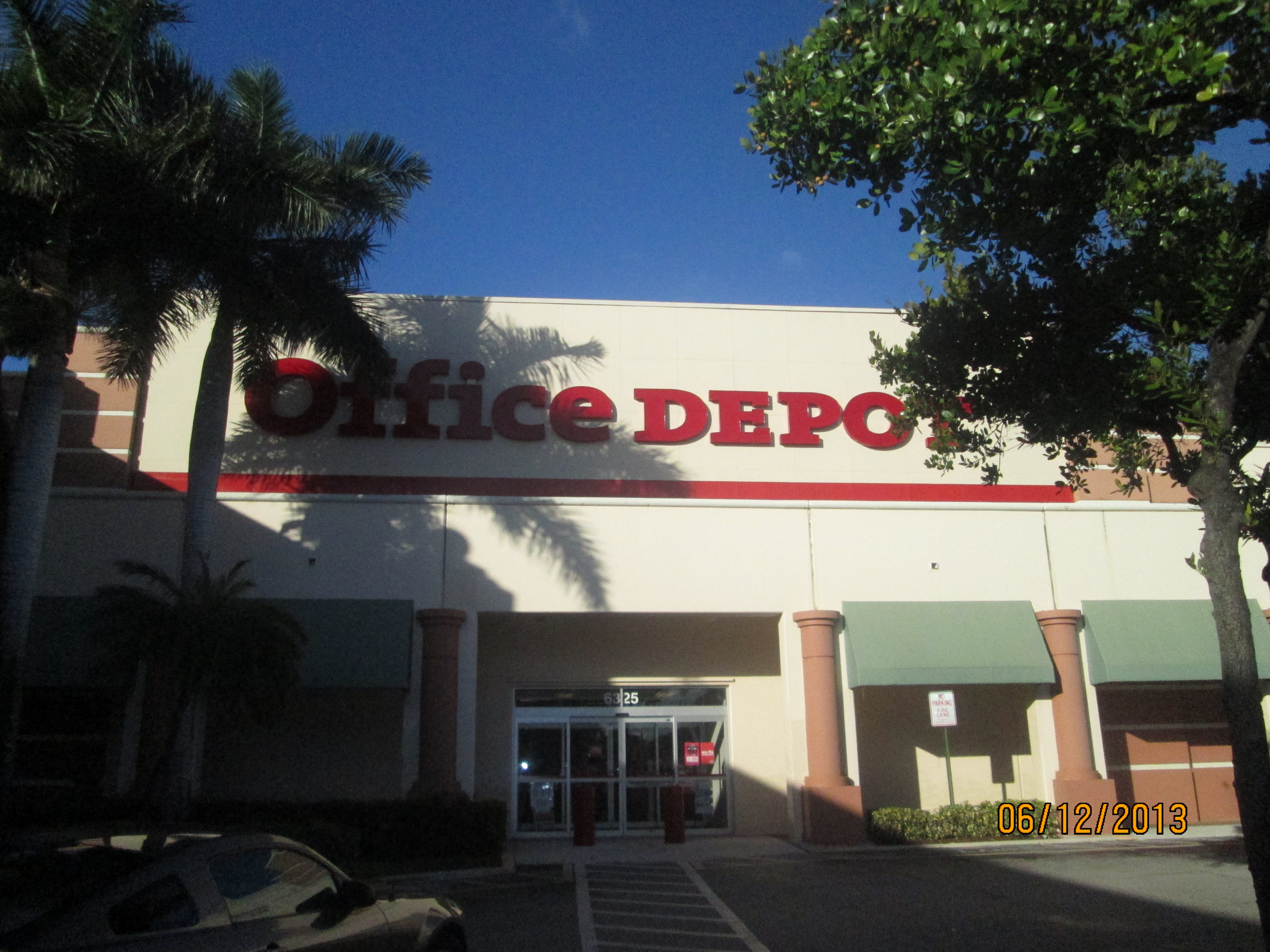
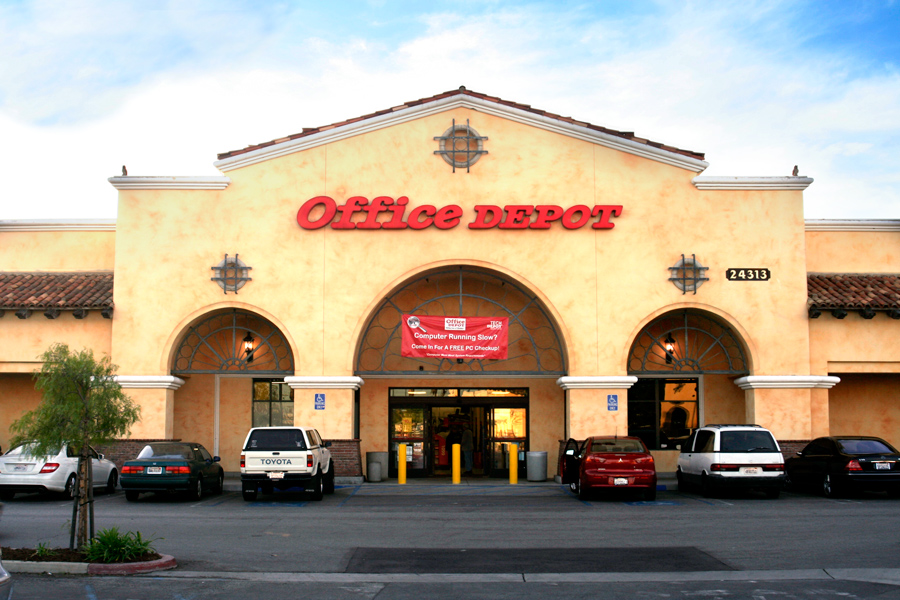